# Carlisle (Massachusetts)
Carlisle es un pueblo ubicado en el condado de Middlesex en el estado estadounidense de Massachusetts. En el Censo de 2010 tenía una población de 4.852 habitantes y una densidad poblacional de 120,76 personas por km².

## Geografía
Según la Oficina del Censo de los Estados Unidos, Carlisle tiene una superficie total de 40.18 km², de la cual 39.54 km² corresponden a tierra firme y (1.6%) 0.64 km² es agua.

## Demografía
Según el censo de 2010, había 4.852 personas residiendo en Carlisle. La densidad de población era de 120,76 hab./km². De los 4.852 habitantes, Carlisle estaba compuesto por el 89.24% blancos, el 0.41% eran afroamericanos, el 0.02% eran amerindios, el 7.85% eran asiáticos, el 0.02% eran isleños del Pacífico, el 0.45% eran de otras razas y el 2% pertenecían a dos o más razas. Del total de la población el 2.06% eran hispanos o latinos de cualquier raza.